# 미래파 선언

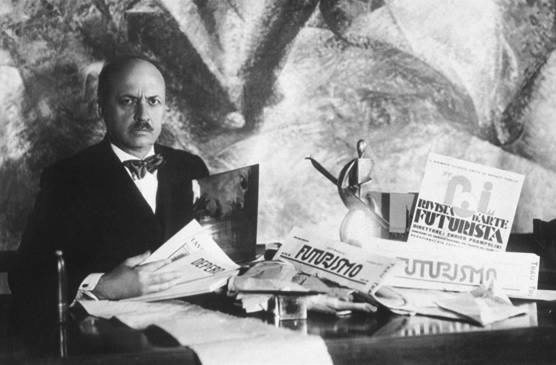
미래파 선언의 저자 필리포 톰마소 마리네티

미래파 선언(Manifesto of Futurism, 이탈리아어: Manifesto del Futurismo)은 이탈리아인 시인 필리포 톰마소 마리네티(Filippo Tommaso Marinetti)가 작성하여 1909년에 출판한 매니페스토(선언문)이다. 마리네티는 과거를 거부하고 속도, 기계, 폭력, 청소년 및 산업을 찬양하는 미래주의라는 예술 철학을 표현한다. 또한 이탈리아의 현대화와 문화적 부흥을 옹호했다.

## 같이 보기
- 노이즈 (음악)
- 입체주의